# ابن ادریس حلی
محمد بن احمد بن ادریس بن حسین بن قاسم بن عیسی حلی عجلی فقیه و محدث شیعی ملقب به فخرالدین و کنیه ابوعبدالله و مشهور به ابن ادریس حلی در سال ۵۴۳ در حله به دنیا آمد. نسبش از طرف مادر، به سه واسطه به شیخ طوسی می‌رسد. مادرش، دختر شیخ طوسی است. وی به دلیل استفاده فراوان از دلایل عقلی در استنباط احکام مذهبی و فتاوای شاذ و خلاف مشهور فراوان خود مشهور است.
او بسیار بسیار فقیه متبحری بوده و تشرفات عدیده ای داشته

## منزلت فقهی
شجاعت علمی ابن ادریس در شکستن سنت تقلید از آرای شیخ طوسی، تحرک بخشیدن به فقه امامیه و خارج کردن آن از رکود و جمود و تشویق ابتکار و اندیشه آزاد، بیان‌گر ارزش اوست. تا یکصد سال پس از درگذشت شیخ طوسی، همه دانشمندان شیعه امامیه از فتاوای او پیروی کرده و چه بسا اظهار نظر در قبال فتاوای او را اهانت بدو تلقی می‌کردند. در چنین وضعی، ابن‌ادریس پا را از دایره تقلید بیرون نهاد و به احیای اجتهاد و اظهار نظر آزاد پرداخت. کتاب السرائر او که یکی از مهم‌ترین منابع فقهی شیعه است، بهترین نمودار این پدیده است. وی گاه در نقد آرای شیخ طوسی بسیار سرسختی به خرج داد و شیخ را به صورت مستقیم و غیرمستقیم به تبعیت و پیروی از شافعی متهم کرد و گاه لحنش بسیار تند می‌شد، اما به هر حال احترام به شیخ را فرو نمی‌نهاد و با عبارتی چون «الشیخ السعید الصدوق …» از او یاد می‌کرد.

## استادان
- ابوالمکارم حمزة بن علی بن زهره حسینی[۵]
- محمد بن علی بن شهر آشوب مازندرانی[۶]
- عبدالله بن جعفر دوریستی[۷]
- شیخ ابوعلی طوسی[۸]
- عمادالدین محمد بن القاسم طبری[۹]
- حسین بن هبةالله بن رطبه سوراوی[۱۰]
- شیخ عربی بن مسافر عبادی حلی[۱۱]
- الیاس بن ابراهیم حائری[۱۲]
- راشد بن ابراهیم بحرانی[۴]
- سید عزالدین شرف‌شاه بن محمد افطسی[۴]
- ابوالحسن علی بن ابراهیم علوی[۴]
- سید نظام الشرف ابن عریضی[۴]

## شاگردان
- نجیب‌الدین محمد ابن نما حلی[۱۳]
- سید فخار موسوی[۱۴]
- محی‌الدین محمد بن عبدالله بن علی بن زهره
- علی بن یحیی خیاط
- احمد ابن مسعود اسدی
- علی بن ابراهیم علوی عریضی
- شیخ جعفر بن نما
- حسن بن یحیی بن سعید حلی[۱۵]

## آثار

### چاپی
- السرائر الحاوی لتحریر الفتاوی[۱۶]
- مختصر التبیان من تفسیر القرآن و النکت المستخرجة من کتاب التبیان[۱۷]
- التعلیقات علی التبیان[۱۸]

### خطی
- رساله‌ای در معنی ناصب
- مناسک
- رساله‌ای در تکلیف
- رساله‌ای در مضایقه و مواسعه در فقه
- اجوبة المسائل[۱۹]

## شیوه طرح مباحث فقهی
- وی در کتاب سرائر، ضمن مطرح کردن مباحث فقهی، نظر اجتهادی خود و دیگران را مطرح و به نظرات مجتهدان دیگر مذاهب اسلامی نیز اشاره می‌کند و مورد بررسی قرار می‌دهد.
- مسئله‌ای را که مطرح می‌کند، ابعاد مختلف آن را به گونه‌ای کامل مورد بررسی قرار می‌دهد و برای اثبات نظریه خود، به ادله اجتهادی مانند کتاب، سنت متواتر، اجماع و ادله فقاهتی مانند اصول عملیه و قاعده احتیاط، تمسک می‌کند.
- سعی می‌کند مسائل را مختصر و به‌طور دسته‌بندی و گویا مطرح کند.
- روشش در تنظیم برخی عناوین فقه اجتهادی همانند روش عالمان ما قبل خود بوده‌است.[۲۰]

## پیروان مکتب فقهی او
- ابوالقاسم جعفر بن حسن (معروف به محقق حلی)
- یحیی بن سعید هذلی
- ابومنصور جمال‌الدین حسن بن سعید بن سدیدالدین یوسف بن علی بن طالب حلی
- جمال‌الدین مقداد بن عبدالله سیوری حلی
- زین‌الدین جبعی عاملی (معروف به شهید ثانی)
- ابومنصور جمال الدین حسن بن زین‌الدین (فرزند شهید ثانی)
- شیخ بهایی
- علامه عبدالله بن محمد بُشروی خراسانی (معروف به فاضل تونی)
- علامه سید جمال‌الدین، فرزند سید حسین خوانساری[۲۱]

## عمل نکردن به خبر واحد
ابن ادریس به خبر واحد عمل نمی‌کرد و خبر متواتر را ملاک عمل می‌دانست. علمایی همچون سید مرتضی و ابن زهره هم به خبر واحد عمل نمی‌کردند. تعداد زیادی از فقیهان او را به خاطر عمل نکردن به خبر واحد، مورد سرزنش قرار داده‌اند. «ابن ادریس حلی نخستین کسی بوده از فقهای امامیه که در حجیت اخبار کتب اربعه تردید و تشکیک روا داشته است. وی یک از مشاهیر فقهای شیعه است که به «علم اصول فقه» عمل کرده و ادله عقلیه را در فقه امامیه بکار برده و اخبار کتب اربعه را اخبار آحاد دانسته است …. ابن ادریس اخبار عامه و خاصه را خبر آحاد می‌دانسته و به عقیده او این گونه اخبار برای مجتهد موجب حداقل «ظن» نمی‌شوند؛ بنابراین عمل به موجب آن‌ها را جایز نمی‌دانسته است…. وی فتاوای فقهی خود را بر اصول عقلیه بنیاد نهاده و به همین سبب، فتاوای زیادی دارد که با آراء و فتاوای جمهور فقهای امامیه مخالفت دارد.» در دائرةالمعارف تشیع آمده است: «وی (ابن ادریس) مانند سید مرتضی و ابن زهره و ابن قبه رازی در شمار دانشمندانی است که خبر واحد را نپذیرفته و به اخبار واحد عمل نکرده‌اند.»

## نمونه‌هایی از فتواهای او
- زنازاده، اگرچه اظهار تشیع بکند، نجس است.
- فقط شیعیان دوازده امامی پاک هستند.
- شستن صورت از پایین به بالا و شستن دست‌ها از سرانگشتان تا مرفق در وضو جایز است.
- روزه با سر فروبردن در آب باطل نمی‌شود.
- لازم نیست محل مسح در وضو، خشک باشد.
- آب چاه در صورت تماس نجاست، نجس می‌شود، گرچه تغییر در رنگ، بو و مزه آن پیدا نشود.
- سید اگر چه فقیر نباشد، می‌تواند خمس بگیرد.
- در ماه رمضان، هم مهمان باید زکات فطره بپردازد و هم میزبان. در صورتی که روز آخر ماه رمضان هنگام غروب خورشید در خانه میزبان باشد.[۲۴]

## از نگاه دیگران
اظهارنظرهای مختلفی دربارهٔ ابن ادریس وجود دارد؛ عده‌ای وی را به خاطر نپذیرفتن خبر واحد و مخالفت با آرای شیخ طوسی، مورد سرزنش قرار داده‌اند و عده‌ای دیگر او را به خاطر این شهامت که اجتهاد را دوباره احیاء کرد، مورد ستایش قرار داده‌اند.
- قاضی نورالله شوشتری:

«دراشتغال فهم و بلند پروازی، از فخر الدین رازی پیش و در علم فقه و نکته طرازی (پردازی) از محمد بن ادریس شافعی در پیش است. کتاب سرائر که از جمله مصنفات شریفه اوست، در دقت فهم و کثرت او، دلیلی ظاهر و برهانی باهر است و او را بر تصانیف شیخ اجل ابو جعفر طوسی، ابحاث بسیار است و در اکثر مسایل فقهی او را خلافی یا اعتراضی یا استدراکی هست.»
- محدث نوری:

«ابو عبدالله محمد بن احمد بن ادریس عجلی حلی عالم بزرگوار و معروفی است که بزرگان فقها در اجازه‌های خود به عظمت مقام علمی، فهم و دقت او اعتراف کرده‌اند و او را ستوده‌اند.»
- یوسف بحرانی:

«شیخ فقیه و اصولی خالص و مجتهدی صرف و او اولین فردی بود که باب طعن (منظور از طعن، عبارت است از انتقاد سخت و تندی که ابن ادریس نسبت به شیخ طوسی بیان داشته است) بر شیخ طوسی را گشود.»
- سید محمدباقر صدر:

«در نگاهی گذرا این مقارنه و تطبیق دست یازیده و یادآوری کرده‌اند که سرائر ابن ادریس در بکارگیری قواعد اصولی و تکیه بر مبانی استنباط و نیز بهره‌گیری قواعد اصول و تکیه بر مبانی استنباط و نیز بهره‌گیری از استدلال و توسع در احتجاج، بر مبسوط شیخ الطائفة برتری دارد.»
- مرتضی مطهری:

«ابن ادریس حلی از فحول علمای شیعه است … و به حُریت فکر معروف است. صولت و هیبت جدش، شیخ طوسی را شکست و به علماء و فقهاء تا حد اهانت، انتقاد می‌کرد.»
وی شجاعت ابن ادریس در نقد آرای شیخ طوسی را می‌ستاید و می‌گوید:
«ابن ادریس با این عمل خود اولاً ثابت کرد که از ضمیری آگاه برخوردار است و نیاز عصر خویش را درک می‌کند، ثانیاً ثابت کرد که از موهبت شجاعت عقلی و ادبی بهره‌مند است او از کسانی نیست که فقط نیاز را احساس کند، ولی جرأت اقدام را نداشته باشد. با جرأت و جسارتی کم‌نظیر این گام خطیر را برمی‌دارد.»

## درگذشت
ابن ادریس در روز جمعه هجدهم شوال سال ۵۹۸ در ۵۵ سالگی در شهر حله از دنیا رفت. مرقدش در سال ۱۳۸۱ تعمیر و تجدید بنا شد. حسینیه‌ای نیز به نام او در شهر حله وجود دارد.